# Englands blodigaste historia
Englands blodigaste historia är en brittisk dokumentärserie i fyra delar som visades under 2014. Dan Jones bok The Plantagenets: The Warrior Kings and Queens Who Made England handlar om släkten Plantagenet och anpassades för TV.
| Säsong | Avsnitt | Kung       | Drottning                          | första sändning  |
| ------ | ------- | ---------- | ---------------------------------- | ---------------- |
| 1      | 1       | Henry II   | Eleonora av Akvitanien             | 27 november 2014 |
| 1      | 2       | Henry III  | Eleonora av Provence               | 4 december 2014  |
| 1      | 3       | Edward II  | Isabella av Frankrike              | 11 december 2014 |
| 1      | 4       | Richard II | Anna av Böhmen, Isabella av Valois | 18 december 2014 |